# Коти (Підляське воєводство)
Коти (пол. Koty) — село в Польщі, у гміні Ломжа Ломжинського повіту Підляського воєводства.
Населення — 108 осіб (2011).
У 1975—1998 роках село належало до Ломжинського воєводства.

## Демографія
Демографічна структура станом на 31 березня 2011 року:
|          | Загалом | Допрацездатний вік | Працездатний вік | Постпрацездатний вік |
| -------- | ------- | ------------------ | ---------------- | -------------------- |
| Чоловіки | 62      | 11                 | 40               | 11                   |
| Жінки    | 46      | 10                 | 22               | 14                   |
| Разом    | 108     | 21                 | 62               | 25                   |